# Extrême gauche en France

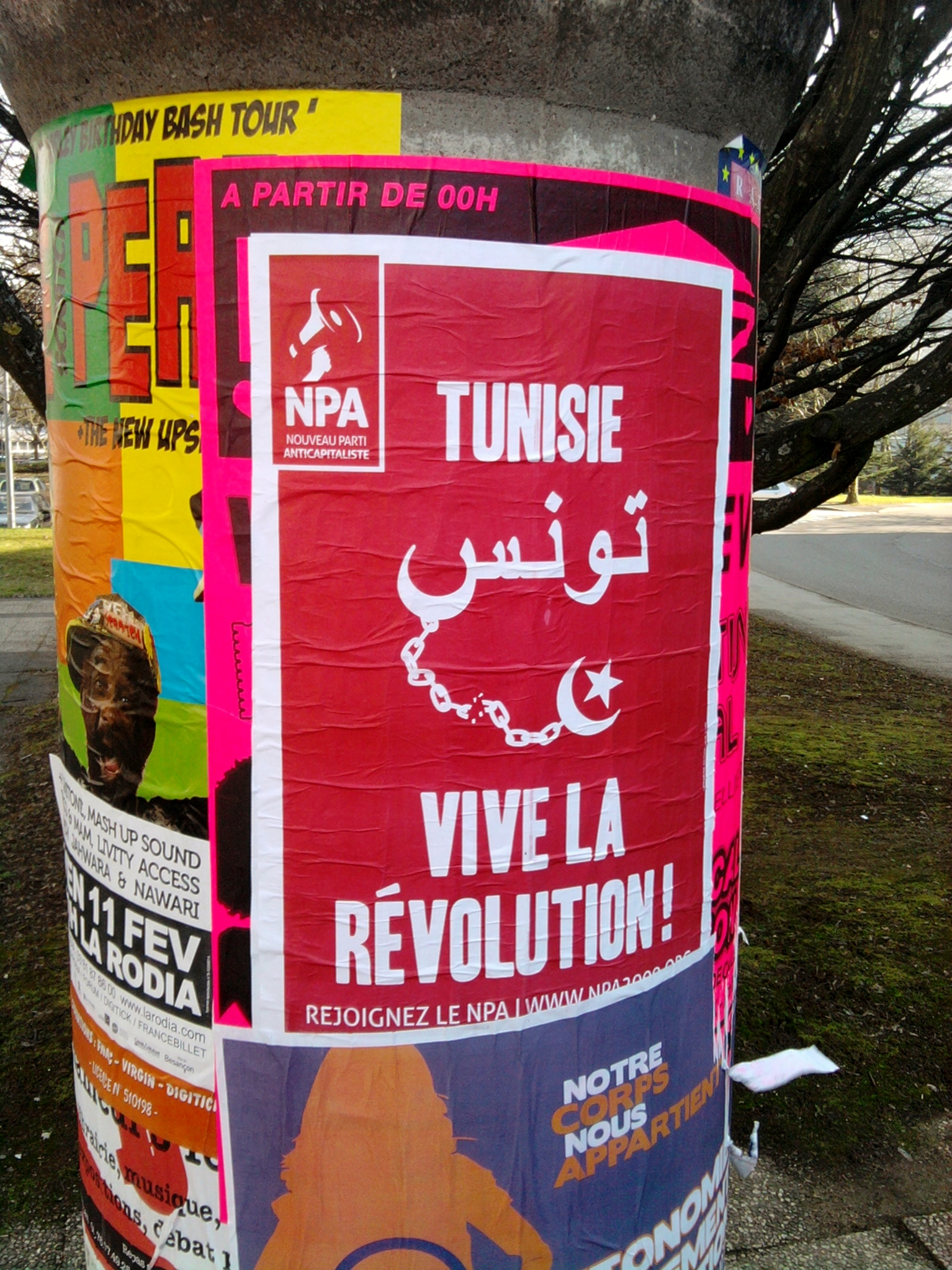
Affiche du NPA à Besançon en faveur de la révolution tunisienne de 2010-2011.

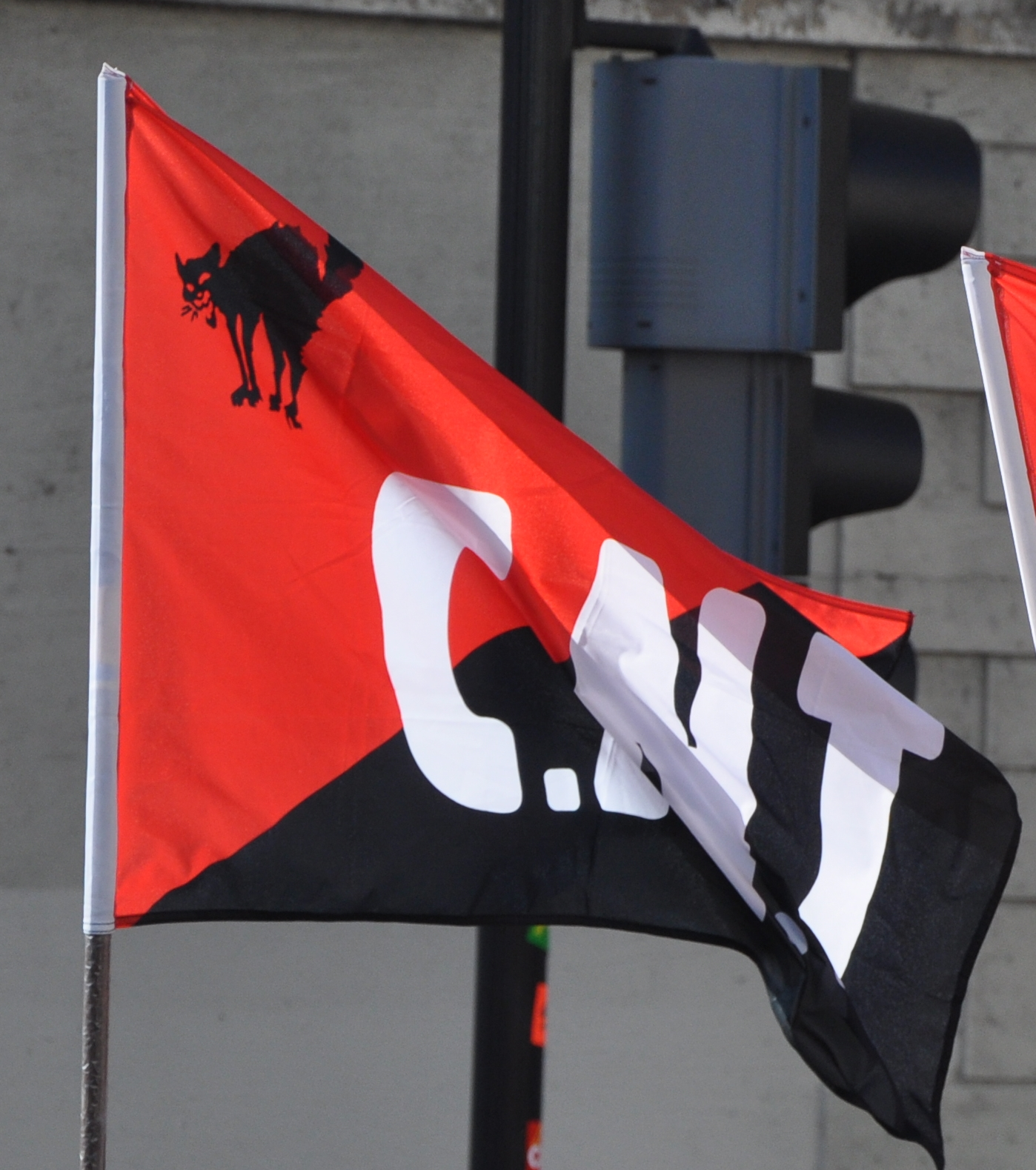
La CNT représente depuis 1946 les courants anarcho-syndicalistes et syndicalistes-révolutionnaires.

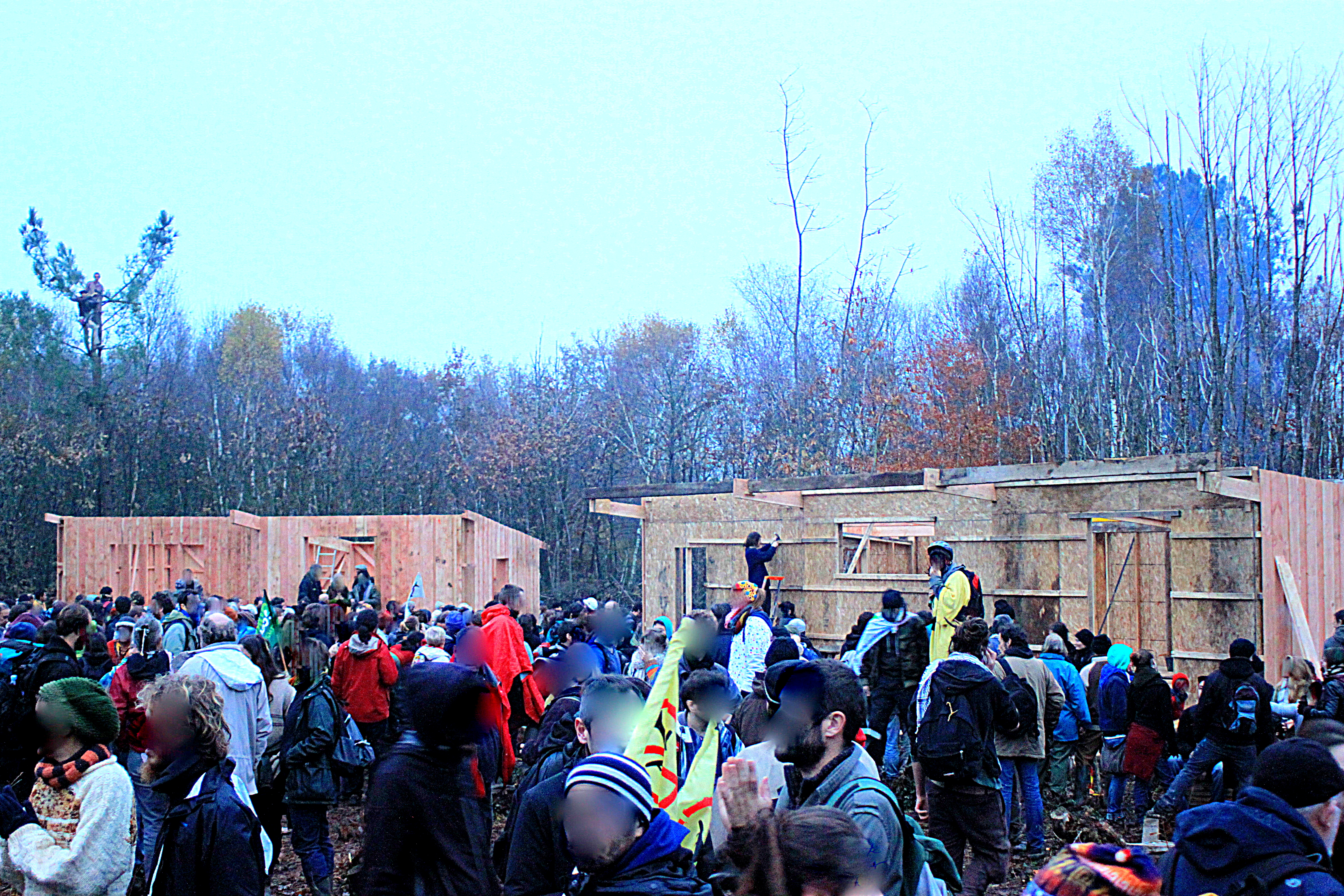
La ZAD de Notre-Dame-des-Landes (2012).

L'extrême gauche en France regroupe les organisations et les sensibilités politiques françaises considérées comme les plus à gauche du spectre politique,. Historiquement, l'extrême gauche rassemble la gauche révolutionnaire, par opposition à la gauche réformiste représentée par le PCF et la SFIO. Les révolutionnaires luttent pour l'abolition du capitalisme et l'instauration d'une société égalitaire. L'extrême gauche en France rassemble aujourd'hui principalement des communistes (dont des trotskistes, des conseillistes, des maoïstes) et des anarchistes (dont des communistes libertaires, des anarcho-syndicalistes, des communalistes ou des autonomes). Les courants politiques désignés comme d'extrême gauche rejettent parfois cette appellation. En effet, le terme se réfère à l'origine à l'emplacement des partis dans les assemblées alors que certains courants révolutionnaires rejettent le parlementarisme.

## Histoire

### Origines
Les origines de l'extrême gauche française remontent à la Révolution française, et plus particulièrement à Gracchus Babeuf, un révolutionnaire français qui pensa à une société sans classe et créa la « Conjuration des Égaux » en 1796, une tentative pour renverser le Directoire dans le but d'établir une « parfaite égalité ». Les idées de cette Conjuration sont présentées dans un texte de Sylvain Maréchal et de Babeuf intitulé Manifeste des Égaux.

### XIXesiècle
Au début du XIXe siècle, les révolutionnaires sont d'abord des républicains opposés à Napoléon Ier puis à la restauration monarchiste. C'est au sein de ces milieux républicains qu'apparaissent progressivement les idées socialistes et communistes à partir des années 1830 et surtout dans les années 1840. Le « babouvisme », une doctrine créée par Babeuf, va inspirer dans les années 1830 et 1840 une poignée de révolutionnaires qui seront nommés les « néo-babouvistes »,. Le babouvisme est une genèse pour le communisme, ce dernier étant théorisé entre autres par Friedrich Engels, Karl Marx, puis plus tard Rosa Luxemburg, qui déclare que Babeuf est le premier précurseur des soulèvements révolutionnaires contre le capitalisme. Les idées de Karl Marx, de Joseph Proudhon, et d'Auguste Blanqui se diffusent dans le prolongement de la révolution de 1848, jusqu'à l'insurrection de la Commune de Paris en 1871. Deux conceptions de la révolution émergent sous la IIIe République : la conception marxiste, et la conception anarchiste. À partir de 1895, l'anarchisme évolue sous la forme de l'anarcho-syndicalisme et du syndicalisme-révolutionnaire. Les anarchistes rejoignent la CGT.

### De 1900 à 1945

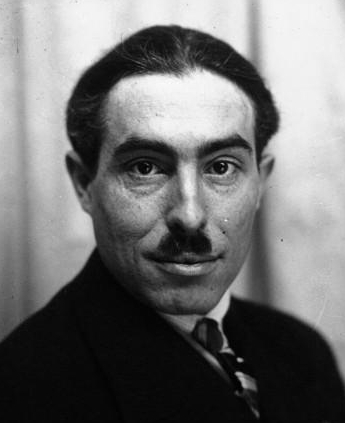
Marceau Pivert, fondateur du Parti Socialiste Ouvrier et Paysan (1938-1940).

Le 30 décembre 1920, une majorité des militants de la SFIO réunis en congrès à Tours décident de s'affilier à l’Internationale communiste (également connue sous l’appellation « Komintern »), fondée en 1919 par Lénine à la suite de la révolution russe. Le Parti communiste français, appelé alors « Section française de l'Internationale communiste » (SFIC), qui est ainsi créé accepte par conséquent de se soumettre aux conditions explicitement formulées par l'IC. Il s'engage à construire un parti révolutionnaire, qui peut utiliser des moyens légaux, mais qui doit aussi se doter d'un appareil clandestin et ne doit pas exclure l'action illégale afin d'atteindre l'objectif d'une révolution prolétarienne en France et dans le monde. Le parti constitué doit être discipliné, suivant les règles du centralisme démocratique : les minoritaires doivent suivre la ligne décidée majoritairement. Comme les communistes reprochent aux partis de la Deuxième Internationale, dont la SFIO, de laisser aux élus une trop grande marge d'autonomie vis-à-vis de la direction partisane, seule une minorité des élus socialistes rejoint le nouveau parti. Enfin, la SFIC, comme son nom l'indique (Section française de l'Internationale communiste) est un parti internationaliste ; un parti national, comme le Parti communiste français (PCF) est d'abord une section de la Troisième Internationale. Ces principes de base vont sous-tendre toute la vie du PCF jusqu'à la dissolution officielle de l'IC en 1943, et même bien au-delà.
Certains fondateurs ou anciens dirigeants du Parti communiste s'opposent au stalinisme (appelé « marxisme-léninisme » par la propagande officielle), et animent des courants d'extrême gauche dans l'entre-deux-guerres, comme Boris Souvarine, Pierre Monatte et Fernand Loriot. Tous trois écrivent par exemple dans la revue La Révolution prolétarienne.
Des courants d'extrême gauche ont parfois fait partie des grands partis de gauche, notamment de la Section française de l'Internationale ouvrière (SFIO, l'ancêtre du Parti socialiste), en particulier dans les années 1930 avec la tendance Gauche révolutionnaire (Marceau Pivert). Une partie de ces mouvements a donné lieu, dans les années 1950-1960-1970, à la création de la Deuxième Gauche, qui s'incarna notamment au Parti socialiste unifié (PSU).
Après la prise du pouvoir par Hitler et les événements de 1934 en France, l’Internationale communiste recommande une nouvelle ligne, moins sectaire. La lutte pour la direction du parti entre Jacques Doriot et Maurice Thorez aboutit en 1934 à l'éviction du premier qui crée son propre parti (le Parti populaire français). Maurice Thorez a alors les mains libres pour mettre en œuvre cette nouvelle ligne. Thorez est entouré d'une équipe constituée de Jacques Duclos, Benoît Frachon et du délégué du Komintern, Eugen Fried. L'équipe Thorez-Duclos-Frachon connaîtra une longévité exceptionnelle et dirigera pratiquement le parti communiste français pendant une trentaine d'années.
À la suite de la manifestation du 6 février 1934, interprété par la gauche française comme un coup d'État fasciste manqué, une union antifasciste de la SFIO et du PC se réalise progressivement. Elle aboutit le 10 janvier 1936 par un programme commun aux socialistes, communistes et radicaux pour les élections législatives. Au printemps, le Front populaire gagne les élections et le PC remporte 72 sièges avec 15 % des voix. Le PC soutient le gouvernement de Léon Blum sans y participer. Début juin 1936, la direction du PC appelle à l’arrêt de la grève générale spontanée qui s’est déclenchée peu avant, et qui permet l’obtention des congés payés et d'autres mesures sociales qui ne figuraient pas dans le programme du Front populaire. Sur le plan syndical, la CGTU, communiste, et la CGT dont elle avait fait scission après le congrès de Tours, fusionnent à nouveau.
Les instances dirigeantes sont totalement subordonnées à l'Internationale Communiste, elle-même complètement dominée par Staline et les autres dirigeants de l’État soviétique. Cette subordination ne pose que peu de problèmes à l'intérieur du parti communiste français, tant est grand le prestige de l'URSS, et du fait que le débat démocratique y est empêché. Toute opposition à cette orientation entraîne l’exclusion (c’est le cas d’André Ferrat, ancien rédacteur en chef de L'Humanité qui rejoint la SFIO).
En 1921, les anarcho-syndicalistes quittent la CGT (socialiste) et adhèrent à la CGTU (communiste) avant de fonder la CGT-SR en 1926. Dans les années 1930, certains courants d'extrême-gauche font encore partie de la SFIO. C'est le cas de la Gauche révolutionnaire (1935-1938) de Marceau Pivert. En 1935, les trotskystes sont exclus de la SFIO. Ces militants créent en 1936 le Parti ouvrier internationaliste (POI). Le groupe de Barta adhère en 1936 au POI. En 1938, la Gauche révolutionnaire est à son tour exclue de la SFIO et devient le Parti socialiste ouvrier et paysan (PSOP). Tout en restant membres du POI, le groupe de Barta pratique également (sur l'indication de Trotsky) l'entrisme au sein du PSOP. Le POI adhère en 1938 à la IVe Internationale mais la direction du POI s'oppose à la stratégie d'entrisme prôné par Trotsky. À la suite de ce conflit, la IVe Internationale prononce en 1939 la dissolution du POI. La IVe Internationale est alors représentée en France par le "Comité pour la IVe Internationale", qui forme une tendance à l'intérieur du PSOP. En 1942, le Groupe Barta prend le nom de Groupe communiste. En 1943, le Comité pour la IVe Internationale reprend le nom de "Parti ouvrier internationaliste" (POI). En 1944, le Groupe communiste devient l' "Union communiste". Le POI fusionne avec le Groupe Octobre et le Comité Communiste Internationaliste pour donner naissance au Parti communiste internationaliste (PCI).
De 1936 à 1939, le soutien aux républicains espagnols représente une composante majeure du Parti communiste français, tant par l'envoi de volontaires dans les Brigades internationales que par la mise sur pied de puissants moyens matériels. Le contingent français organisé par le PCF est le plus nombreux dans les rangs des Brigades internationales. De même pour l'aide logistique aux républicains espagnols, hormis le PCUS, c'est le PCF qui organise l'aide partidaire la plus importante.
David Korner, alias Barta, jeune militant trotskiste roumain qui, avec trois autres camarades, rallie en 1936 les trotskistes français exclus de la SFIO qui viennent de constituer le Parti ouvrier internationaliste. Autour de lui, le groupe s’élargit sensiblement lorsqu'avec d’autres, il entre sur l’indication de Trotsky au PSOP de Marceau Pivert (c’est l'« entrisme »). Indisposé par l’état d’esprit « petit-bourgeois » qui règne dans la IVe internationale au moment de l’éclatement de la seconde guerre mondiale, Barta se retire à la suite d'un banal malentendu et, avec son groupe composé alors d’une dizaine de militants, il constitue l’Union communiste (UC) avec l’intention d’établir « un contact réel et étendu avec la classe ouvrière ». L'UC se consacre à la propagande contre la guerre impérialiste mondiale.

### De 1945 aux années 1950

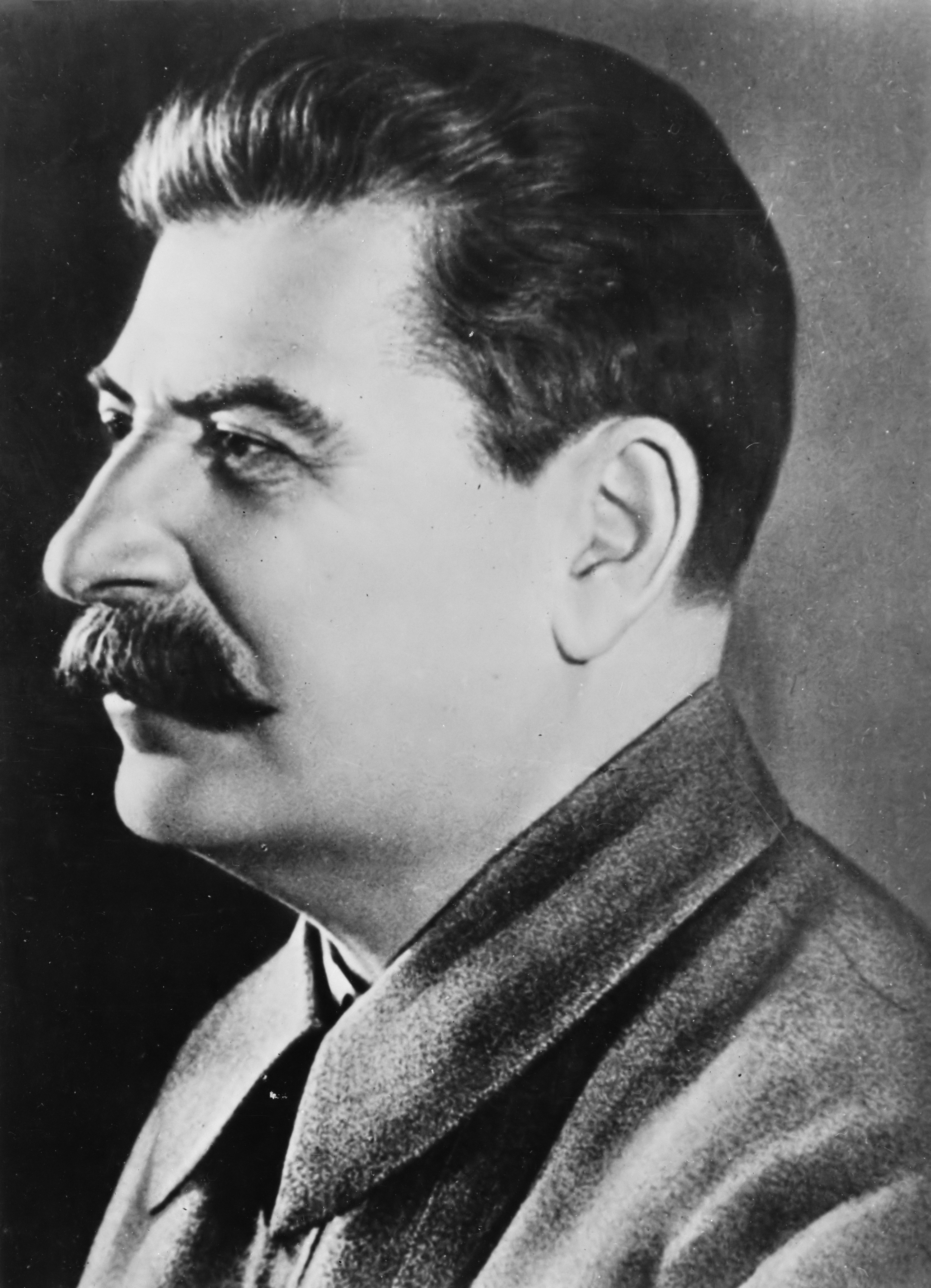
À la mort de Staline, le Secrétaire Général du PCF Maurice Thorez déclare l'attachement des communistes français à son égard en ces termes : Stalinien est un titre d'honneur et de gloire que nous nous efforçons de mériter. L'extrême gauche se réjouit au contraire de la mort du « tsar Staline », comme l'écrit la revue La Révolution prolétarienne par exemple.

Après la Seconde Guerre mondiale, le Parti communiste français est stalinien. Le culte de la personnalité du PCF glorifie Staline notamment comme « génial continuateur de Marx, Engels et Lénine », ou comme « grandiose bâtisseur du communisme ».
L'annonce de sa maladie, dans la nuit du 3 au 4 mars 1953, puis de sa mort, le 5 mars, causent une émotion immense et sincère dans les rangs communistes. L'historien français Michel Winock estime que l'adoration dont Staline faisait alors l'objet, si elle était forte de son vivant, l'était bien plus encore juste après sa mort. Il écrit notamment que « le communisme se vi[vai]t comme un espérance religieuse dont les promesses ne sont pas renvoyées dans le monde surnaturel mais dans le monde sublunaire des hommes de chair et de sang [Staline] ».
À la Libération, le Parti se décrit comme le « Parti des 75 000 fusillés », chiffre exagéré puisque les historiens estiment à 25 000 le nombre de fusillés, déportés en France, toutes tendances politiques confondues. Environ 4 520 personnes furent fusillées en France à l'issue d'une condamnation par un tribunal allemand ou une juridiction française, dont 80 % à 90 % de communistes[source insuffisante]. 
Le PCF s'implante très fortement dans le monde ouvrier, dans le monde rural et dans le monde intellectuel. Si la revendication du PCF d'être devenu le « parti de l'intelligence » est exagérée, il n'en exerce pas moins un magistère considérable dans les milieux intellectuels, s'implantant notamment dans les écoles normales supérieures. Les communistes acquièrent de nombreux « compagnons de route » parmi les intellectuels, par exemple l'existentialiste Jean-Paul Sartre. Le poids des communistes français dans la vie intellectuelle est particulièrement fort
 et lorsque le livre du transfuge soviétique Victor Kravtchenko, J'ai choisi la liberté, paraît en France, il fait l'objet d'une violente campagne de dénigrement : Kravtchenko finit par attaquer en diffamation le journal communiste Les Lettres françaises et gagne son procès en 1949.
La Fédération anarchiste (FA) est fondée en 1945 dans un contexte où le PCF est encore un parti stalinien. Sous l'influence de la CNT espagnole, les anarcho-syndicalistes créent en 1946 la CNT française. Les trotskystes du PCI pratiquent l'entrisme à l'intérieur du PCF. En 1948, le groupe Socialisme ou barbarie (1946-1967) quitte le PCI pour se rapprocher progressivement des positions conseillistes. En 1947, l'Union communiste compte toujours une dizaine de militants. Elle participe activement à la grève chez Renault. Pierre Bois en est le dirigeant pratique, Barta le dirigeant politique, mais une attaque de tuberculose empêche Robert Barcia d'y participer. À la suite de la grève, le groupe organise le « Syndicat démocratique Renault » qui compte jusqu’à 406 syndiqués. Cependant, des tensions apparaissent : Pierre Bois et Barta s’opposent sur l’orientation du groupe, et à la suite d'un conflit au sujet de la rédaction d'un tract, la crise éclate. La lassitude s’empare de la plupart des militants qui cessent peu à peu toute activité. La rupture entre Pierre Bois et Barta est consommée en 1949, et l’Union communiste disparaît en 1950. Robert Barcia, démissionnaire à l'été 1948, réapparaît en 1950, et, en compagnie de Pierre Bois, toujours actif chez Renault, tente de recoller les morceaux. Pendant cinq ans, le groupe tente de se reconstituer. Au PCI, les lambertistes s'opposent à l'entrisme à l'intérieur du PCF. Ils sont exclus du PCI en 1952. En 1953, une scission[réf. nécessaire] de la Fédération Anarchiste aboutit à la création de la Fédération communiste libertaire.[réf. nécessaire]
En 1956, le groupe Barta se reforme sous le nom de "Voix ouvrière". Barta participe en écrivant des articles dans le journal du groupe mais ne reprend pas sa place de dirigeant. Voix ouvrière circule sous la forme d’un petit journal d’entreprise. En 1957, la Fédération communiste libertaire s'autodissout. Guy Debord fonde l'Internationale Situationniste. Les situationnistes développent des théories à la fois conseillistes et libertaires, axées sur l'hédonisme et la révolution de la vie quotidienne. Si Socialisme ou barbarie s'est rapproché des positions conseillistes en élaborant une critique du léninisme, le groupe n'a cependant pas totalement rompu avec la volonté de construire un parti. En 1958, la tendance antipartidaire quitte Socialisme ou barbarie pour créer Informations et liaisons ouvrières (ILO).[réf. nécessaire]

### Années 1960
Le Parti socialiste unifié (PSU) est fondé en 1960. Ce parti défend une conception autogestionnaire du socialisme. Il se situe à la frontière entre courants réformistes et courants révolutionnaires, et comprend en son sein des tendances trotskystes ou maoïstes. ILO devient Informations et correspondances ouvrières (1960-1973). Socialisme ou barbarie s'éloigne progressivement du marxisme. La rupture est consommée en 1963 : la tendance marxiste quitte l'organisation et crée Pouvoir ouvrier (1963-1969). Pouvoir Ouvrier cherche alors à construire un parti conseilliste. La version bimensuelle du journal trotskyste Voix ouvrière commence à être diffusé à partir de 1963 d’abord sur quatre pages, puis sur huit. En 1965, les trotskystes sont exclus de la Jeunesse communiste et forment l'année suivante la Jeunesse communiste révolutionnaire (JCR). Les lambertistes créent l'Organisation communiste internationaliste (OCI). Les années 1960 voient également l'émergence des groupes maoïstes et marxistes-léninistes anti-révisionnistes. Ils dénoncent la politique de déstalinisation menée en URSS par Nikita Khrouchtchev et voient dans la Chine et dans l'Albanie de nouveaux modèles révolutionnaires. En 1966, les maoïstes exclus de l'Union des étudiants communistes (UEC) créent l'Union des jeunesses communistes marxistes-léninistes (UJCML). En 1967, Jacques Jurquet fonde le Parti communiste marxiste-léniniste de France (PCMLF). En 1967, Le journal trotskyste Voix Ouvrière devient hebdomadaire.
En 1968, Daniel Cohn-Bendit devient le porte-parole du Mouvement du 22 Mars. Après la révolte étudiante et la grève générale du mois de mai, la plupart des groupes révolutionnaires sont interdits par le décret du 12 juin (en application de la loi contre les groupes de combat). Voix ouvrière devient Lutte ouvrière (LO) et se renforce en multipliant les bulletins d’entreprise. Mai 68 modifie les données de l'ensemble de l'échiquier politique. L'UJCML s'autodissout. Certains des militants qui en sont issus fondent la Gauche prolétarienne sur des positions « mao-spontex » (maoïstes et spontanéistes). D'autres créent avec des dissidents du PCMLF un autre groupe mao-spontex, Vive le communisme, qui devient en 1969 Vive la révolution (VLR). Ce groupe tente une synthèse entre anarchisme et maoïsme. Le Parti communiste internationaliste trotskyste fusionne avec la JCR pour donner naissance à la Ligue communiste. Aux élections présidentielles de 1969, la Ligue Communiste décide de présenter Alain Krivine, qui, après avoir été libéré de prison après l'été 1968, est en train de faire son service militaire. Soutenu par Lutte ouvrière et les maoïstes de VLC, il obtient près de 240 000 voix (1,06 %). La même année, l'Organisation révolutionnaire anarchiste (ORA) quitte la Fédération anarchiste.

La Cause du peuple est le journal de la Gauche prolétarienne (1968-1974).

### Années 1970
En 1971, au congrès d'Épinay, François Mitterrand s'allie au CERES de Jean-Pierre Chevènement pour proposer ce qu'ils appellent un « Front de classe » à savoir une alliance entre le Parti communiste, le Parti socialiste et le Parti radical de gauche à travers un programme commun qui contient la rupture avec le capitalisme, les nationalisations de certains secteurs industriels et le droit de veto des comités d'entreprise. La Ligue communiste considère que ce programme est « vidé de sa substance », le jugeant comme un programme radical, anticapitaliste mais pas sur la question centrale : l'État. Elle considère également qu'il s'agit d'un programme de « collaboration de classe ». Elle soutient cependant l'initiative sans soutenir le programme, dans le cadre d'une stratégie dite « unité, action, débordement ». Une minorité se constituera progressivement autour de Gérard Filoche (Matti) et Daniel Gluckstein, puis de Dominique Losay (Letourneau), pour aller vers un « Front unique ouvrier ».
C'est également en 1971 qu'est organisée la première fête de Lutte ouvrière, dans un champ, sur la commune de Presles dans le Val-d'Oise. La Gauche prolétarienne et la Ligue communiste sont interdites en 1973 mais la Ligue communiste se reforme clandestinement sous le nom de "Front communiste révolutionnaire", avant de devenir en 1974 la Ligue communiste révolutionnaire (LCR). Lutte ouvrière est le premier groupe politique à présenter une femme à l’élection présidentielle de 1974, en choisissant pour porte-parole et candidate nationale Arlette Laguiller. En 1975, les anciens militants d'Informations et correspondances ouvrières (ICO) créent le réseau conseilliste Échanges et mouvement. En 1976, l'Organisation révolutionnaire anarchiste (ORA) se sépare en deux groupes : l'Organisation communiste libertaire (OCL) et l'Union des travailleurs communistes libertaires (UTCL). Alors que l'UTCL s'engage dans le syndicalisme, les militants de l'OCL rejoignent le mouvement autonome. En effet, à partir de 1977, la décomposition des groupes maoïstes entraîne la création de groupes autonomes qui s'installent dans des squats et multiplient les actions émeutières dans les manifestations. Ces groupes s'inspirent de l'expérience de l'extrême-gauche italienne pour organiser des pillages de supermarchés et tenter de déborder les syndicats. Marge et Camarades font partie de ces groupes autonomes. En 1978, des militants proches de l'anarchisme individualiste quittent la Fédération anarchiste pour créer l'année suivante l'Union des anarchistes (UA). En 1979, certains autonomes s'engagent dans le groupe de lutte armée Action directe. En 1979, le Parti communiste des ouvriers de France, qui se proclame marxiste-léniniste anti-révisionniste, en suivant le courant pro-albanais, est créé.

Action directe mène la lutte armée de 1979 à 1987.

### Le tournant des années 1980
Les années 1980 sont un tournant pour beaucoup de militants de l'extrême gauche qui abandonnent les mouvements groupusculaires pour pratiquer un large entrisme dans la vie politique classique, ce notamment par l'intermédiaire des associations luttant contre le racisme comme SOS Racisme, pour intégrer rapidement le Parti socialiste. Typiques sont en cela sont les parcours de Lionel Jospin, Julien Dray, et Jean-Christophe Cambadélis. Beaucoup font une carrière dans les médias tels Michel Field, Serge July, ou Edwy Plenel. Avec la disparition des organisations maoïstes, les partis trotskystes deviennent la principale force de l'extrême-gauche. En 1981, l'Organisation communiste internationaliste (OCI, lambertistes) devient le Parti communiste internationaliste (PCI). Les lambertistes prennent le contrôle du syndicat étudiant UNEF-ID.
L'essor des radios libres permet à Lutte Ouvrière de créer Radio La Bulle (sur fond de Boléro de Ravel) mais l’expérience ne dure que quelques mois. La Fédération anarchiste est plus heureuse : Radio libertaire se maintient dans les années ultérieures. La radio des autonomes, Radio Mouvance, créée en 1983, est saisie par les autorités en 1986. Le PSU rompt avec l'extrême-gauche en 1983 à la suite de la nomination d'Huguette Bouchardeau au secrétariat d'État à l'environnement. En 1985, le PCI lambertiste devient le Mouvement pour un parti des travailleurs (MPPT). Action directe revendique deux assassinats : celui de l'ingénieur général Audran en 1985, puis celui du PDG de Renault Georges Besse en 1986. Le groupe terroriste est démantelé en 1987 après l'arrestation de Jean-Marc Rouillan, Nathalie Ménigon, Joëlle Aubron et Georges Cipriani.

### Années 1990
En 1991, l'effondrement de l'URSS oblige à se rénover : le MPPT devient le Parti des travailleurs (PT), l'Union des travailleurs communistes libertaires devient Alternative libertaire. Avec la désaffection idéologique pour le communisme et l'effondrement du bloc de l'Est, une partie des militants se reconvertit dans la lutte contre le Front national, au nom de la lutte contre le « fascisme », terme utilisé à de multiples reprises par le PCF durant son histoire pour lutter contre ses opposants politiques, en créant de multiples associations comme Ras l'front ou le SCALP, dans la lutte pour soutenir les mal-logés (Droit au logement), ou enfin dans le mouvement des sans-papiers. L'extrême-gauche s'investit également dans des organisations altermondialistes dont ATTAC est la plus représentative. À partir de 1994, à la suite du mouvement anti-CIP, on assiste à une réémergence de l'anarcho-syndicalisme incarné par la CNT.

### XXIesiècle

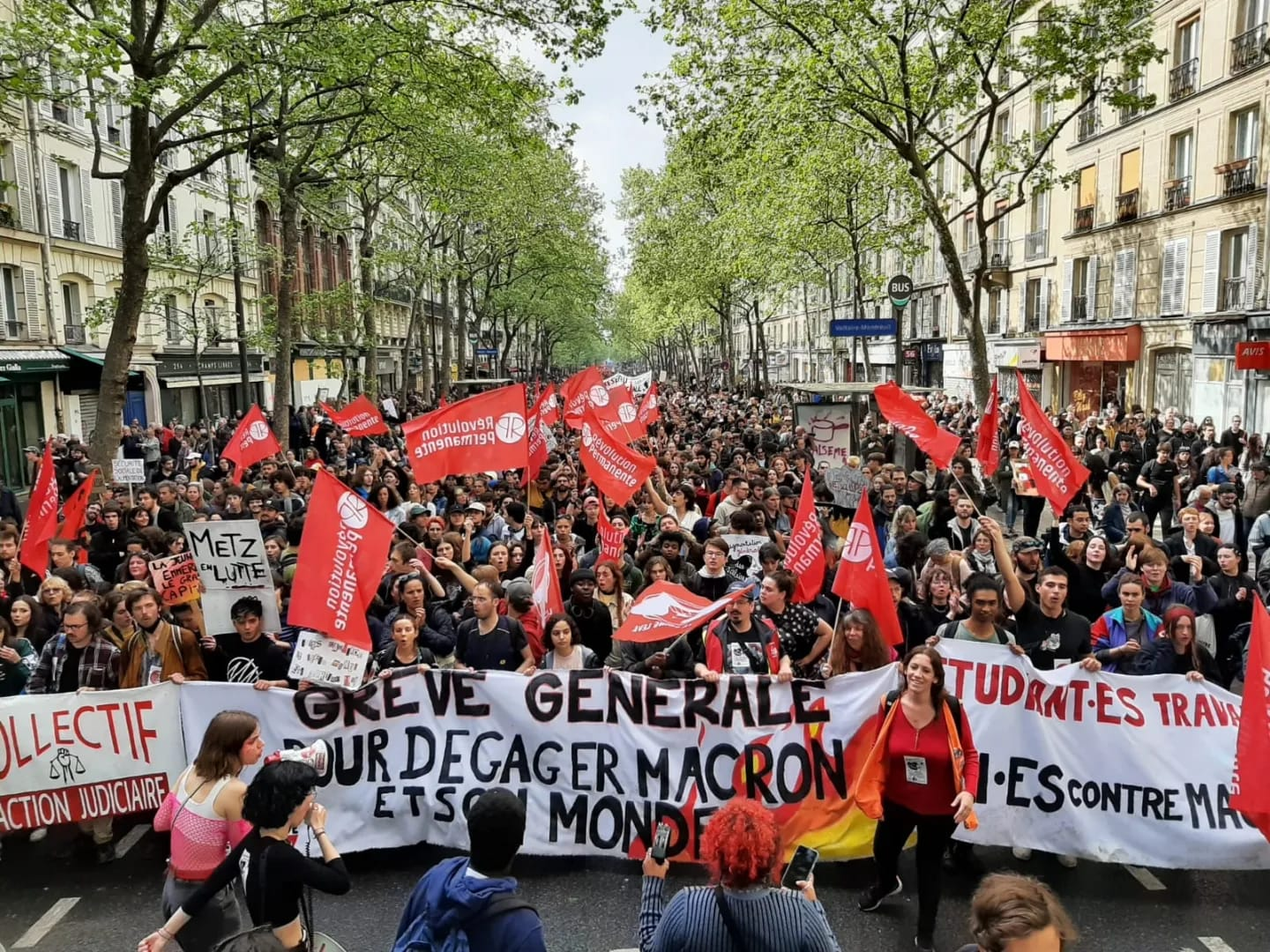
Cortège de Révolution Permanente le 1er mai 2023

En 2004 est fondé le Pôle de renaissance communiste en France (PRCF), un mouvement politique communiste d'obédience marxiste-léniniste, regroupant des militants issus du Parti communiste français (PCF), mais qui regrettent ce qu'ils appellent la « collaboration de classe » de celui-ci depuis les années 1990.
À l'issue de l'élection présidentielle de 2007 où Olivier Besancenot a réuni sur son nom près d'un million et demi de voix, la Ligue communiste révolutionnaire (LCR) annonce la volonté de créer « un nouveau parti anticapitaliste » implanté dans la jeunesse, les entreprises, les services publics, les quartiers populaires. Elle propose ainsi à tous les « anticapitalistes » de se rassembler pour construire les mobilisations qui, pour elle, doivent préparer un changement radical, révolutionnaire, de la société. En 2008, le Parti des travailleurs lambertiste devient le Parti ouvrier indépendant (POI). En février 2009, la LCR devient le Nouveau Parti anticapitaliste (NPA). Son candidat Philippe Poutou recueille 1,15 % des voix à l'élection présidentielle française de 2012, tandis que la candidate de Lutte ouvrière Nathalie Arthaud recueille 0,56 % des suffrages. Lors de l'élection présidentielle de 2017, les deux mêmes candidats se représentent et réalisent respectivement 1,1 % et 0,6 %. L'action de ces partis se manifeste alors surtout dans la rue lors de manifestations.
 Le mouvement autonome prend de l'ampleur à partir de 2006 à la suite du mouvement anti-CPE. En 2008, l'affaire de Tarnac révèle l'influence de Tiqqun sur le mouvement étudiant. La montée du mouvement autonome se poursuit dans les années 2010 avec l'installation de plusieurs centaines de squatteurs sur la ZAD de Notre-Dame-des-Landes.
D'obédience marxiste-léniniste-maoïste, le Parti communiste maoïste (PCm) est fondé en 2015 à partir du PCmF. Il sera renforcé en 2018 par les Jeunes révolutionnaires (JR) et s'exprime à travers La Cause du peuple. En 2019, après de longues discussions, Alternative libertaire et la Coordination des groupes anarchistes fusionnent pour former l'Union communiste libertaire (UCL), une organisation qui prend place dans les luttes écologistes, antiracistes et féministes. Du côté trotskiste, le NPA, en crise depuis de nombreuses années, éclate à son congrès de décembre 2022 en deux organisations indépendantes. Une première, dénommée NPA – Révolutionnaires, formée par les tendances L'Étincelle et Anticapitalisme et Révolution ; une seconde, dénommée NPA – L'Anticapitaliste, formée par la « majo » représentée par Poutou et Besancenot.[précision nécessaire] L'année précédente, il connaissait la scission de la tendance médiatique Révolution permanente, qui tente de présenter Anasse Kazib à l'élection présidentielle qui suit.
Pour les élections législatives françaises de 2024, plusieurs mouvements rejoignent la coalition Nouveau Front populaire comme le NPA-B, le MDES et le POI qui obtient un député - Jérôme Legavre - avec l'investiture de La France insoumise. Issu de la Jeune Garde antifasciste, Raphaël Arnault est élu dans le Vaucluse, également avec l'investiture de LFI.

## Courants politiques

### Trotskisme

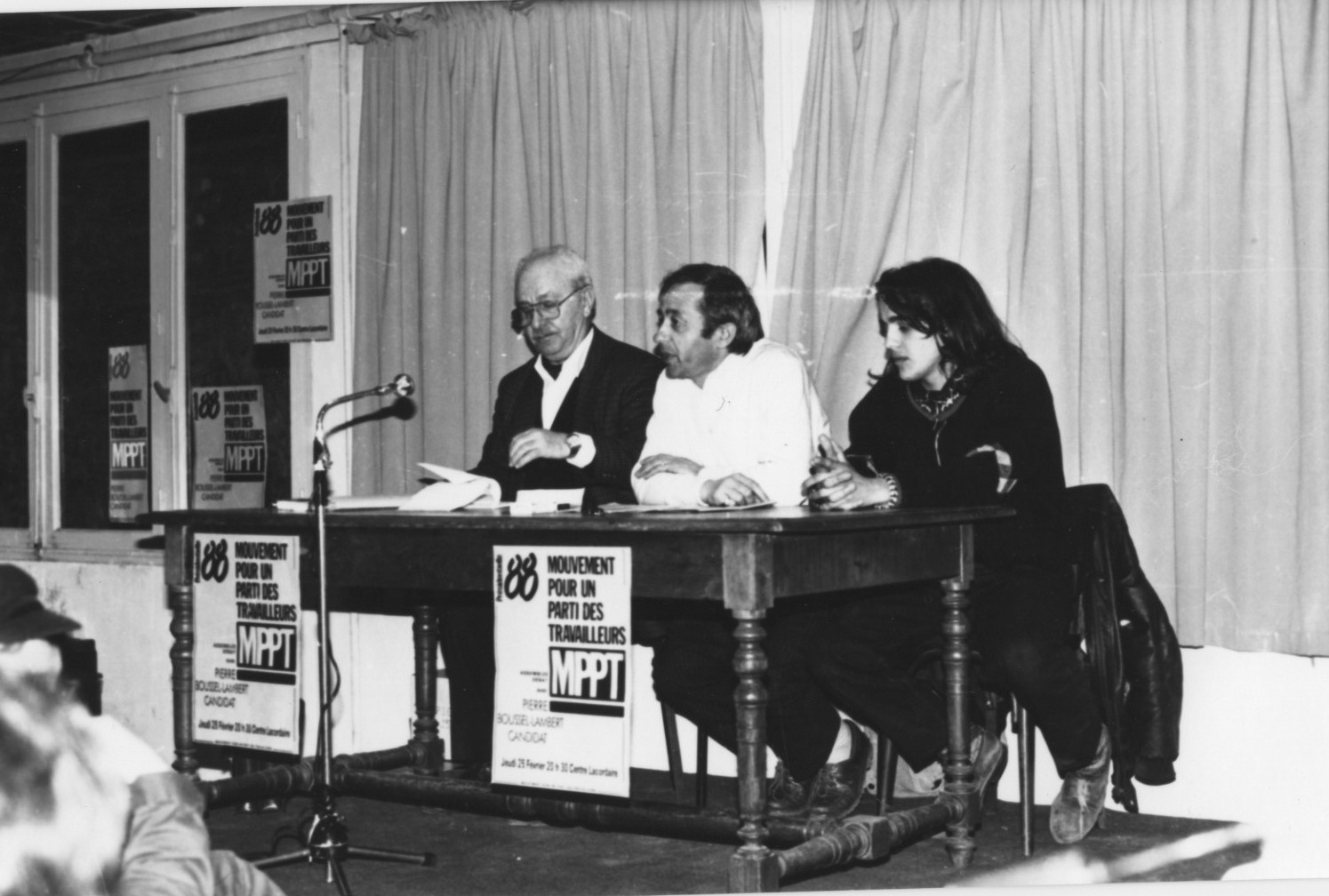
Pierre Boussel dit Lambert (à gauche) en 1988 avec Alexis Corbière à droite

Le mouvement trotskiste en France se distingue par une présence visible dans la vie politique française et les luttes sociales. Deux figures sont particulièrement populaires en raison de leurs fréquentes apparitions télévisées et de leur score électoraux élevés à l’échelle de l’extrême gauche mondiale : Olivier Besancenot et Arlette Laguiller.
Ce courant se caractérise par la stabilité de trois courants majeurs depuis les années 1953-1956, malgré les changements de noms : la Ligue communiste révolutionnaire (section française de la IVe Internationale), Lutte ouvrière (ou Union communiste (trotskyste), membre de l'UCI (Union communiste internationaliste)), et le Courant communiste internationaliste (CCI), courant majoritaire du Parti des travailleurs, qui se réclame du trotskisme. Ces trois organisations disposent d’une présence effective dans les luttes sociales, d’une bonne implantation syndicale et associative, de quelques élus locaux, et bénéficient de financements publics en raison de leurs scores électoraux.
Par son fonctionnement propice aux discussions internes, la Ligue communiste révolutionnaire a attiré de nombreuses petites organisations trotskistes, qui estiment qu’il est plus intéressant de militer en son sein que de poursuivre une existence autonome. C’est le cas notamment de l’Alliance marxiste révolutionnaire, Voix des travailleurs, Pouvoir ouvrier, Socialisme international, Socialisme par en bas et d’une partie de la Gauche révolutionnaire. Le groupe subsistant de la Gauche révolutionnaire et le Groupe communiste révolutionnaire internationaliste ont fait de même en intégrant le Nouveau Parti anticapitaliste, initié par la LCR.

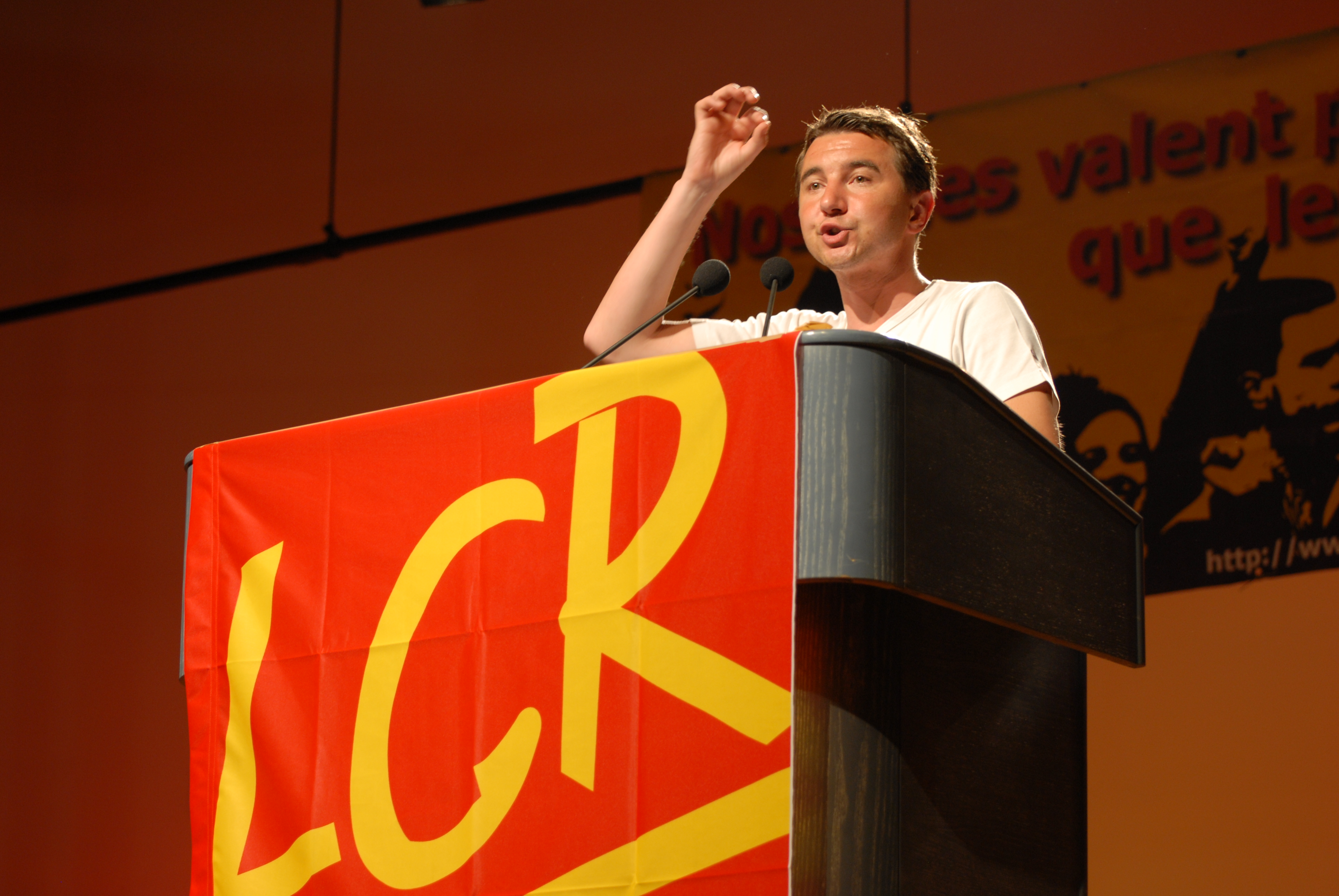
Olivier Besancenot en meeting à Toulouse.

À l’inverse, les nombreuses scissions des organisations trotskistes ont entraîné la création d’un nombre considérable de groupes d’influence limitée, même s’ils disposent le plus souvent de quelques cadres syndicaux bien implantés localement. Courant trotskiste à l'intérieur du Parti des Travailleurs, c'est le courant lambertiste (en référence à son fondateur Pierre Lambert) qui a le plus de branches, avec le Groupe La Commune, Toute la vérité, Carré rouge, et les rameaux issus de la scission de Stéphane Just, dont proviennent le Comité communiste internationaliste (trotskiste), le Comité pour la construction du Parti ouvrier révolutionnaire, l’Abeille rouge, etc. Il reste peu de scissions subsistantes de la Ligue communiste révolutionnaire. En revanche, le NPA qui lui a succédé, a connu une importante scission en 2021 à l'issue d'une longue crise interne, qui a vu naître l'organisation Révolution Permanente, dont le porte-parole le plus connu est le cheminot et syndicaliste Anasse Kazib.

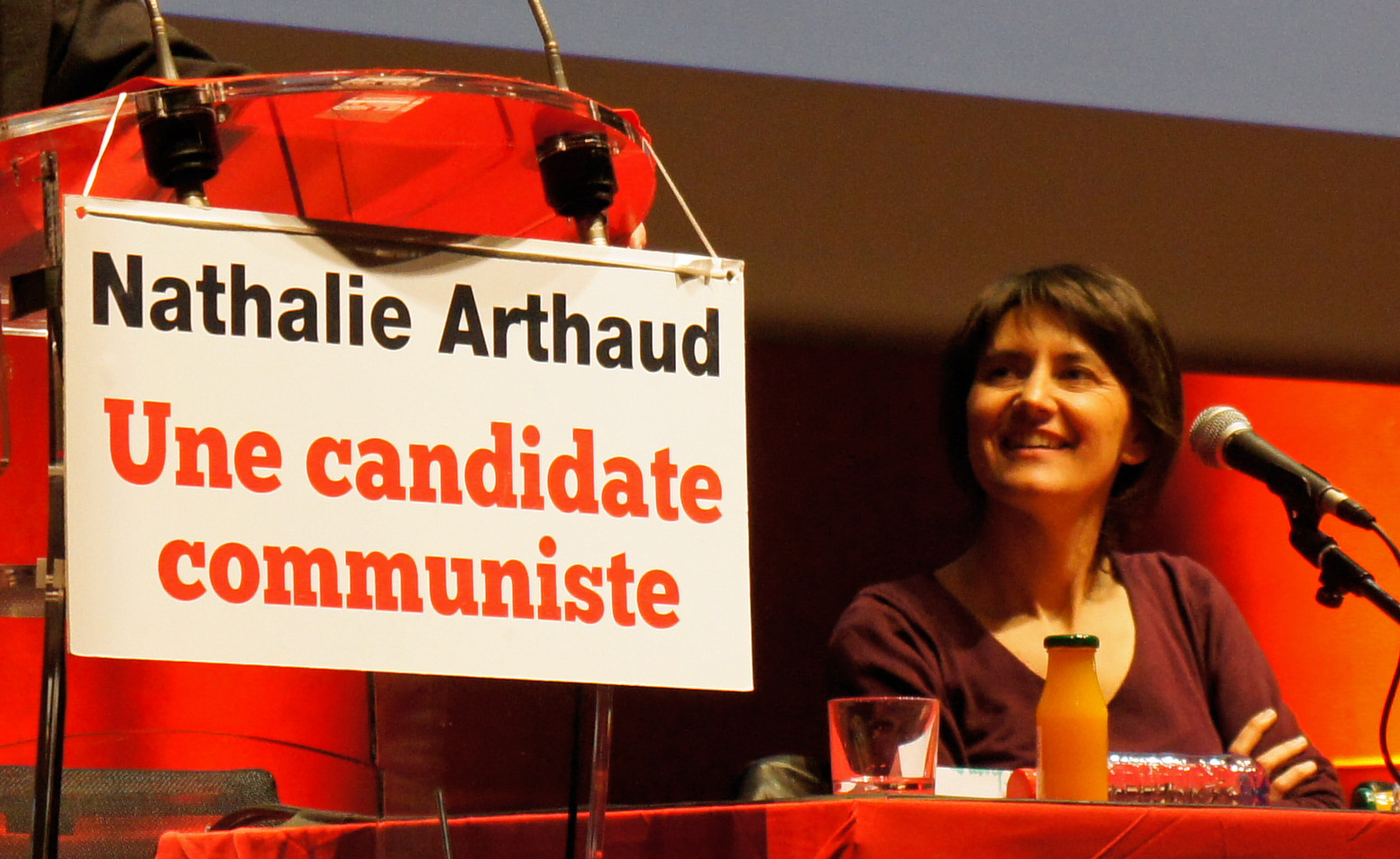
Nathalie Arthaud, porte-parole de Lutte ouvrière, à Reims pendant la campagne pour l'élection présidentielle de 2012.

Organisations trotskystes actuelles :
- le Nouveau Parti anticapitaliste (NPA), fondé en février 2009 à l'issue du processus de création initié par la Ligue Communiste Révolutionnaire qui s'est dissoute peu avant pour intégrer le NPA, ne revendique pas une adhésion formelle à un des courants du marxisme comme le trotskisme, même s'il présente des militants de ces courants ; en 2022, il se divise en deux partis distincts, le « NPA-C » et le « NPA-B » dont sont membres les portes-paroles les plus notables de l'organisation, Philippe Poutou et Olivier Besancenot ;
- Lutte ouvrière ou Union communiste, membre de l'UCI (Union communiste internationaliste) ;
- la Tendance communiste internationaliste (TCI), issue du CCI, courant majoritaire du Parti des Travailleurs (membre de l'Entente Internationale des Travailleurs et des Peuples), lui-même issu du POI ;
- Révolution permanente, issue d'une scission du NPA en 2021 et membre de la Fraction trotskyste – Quatrième Internationale.

### Anarchisme

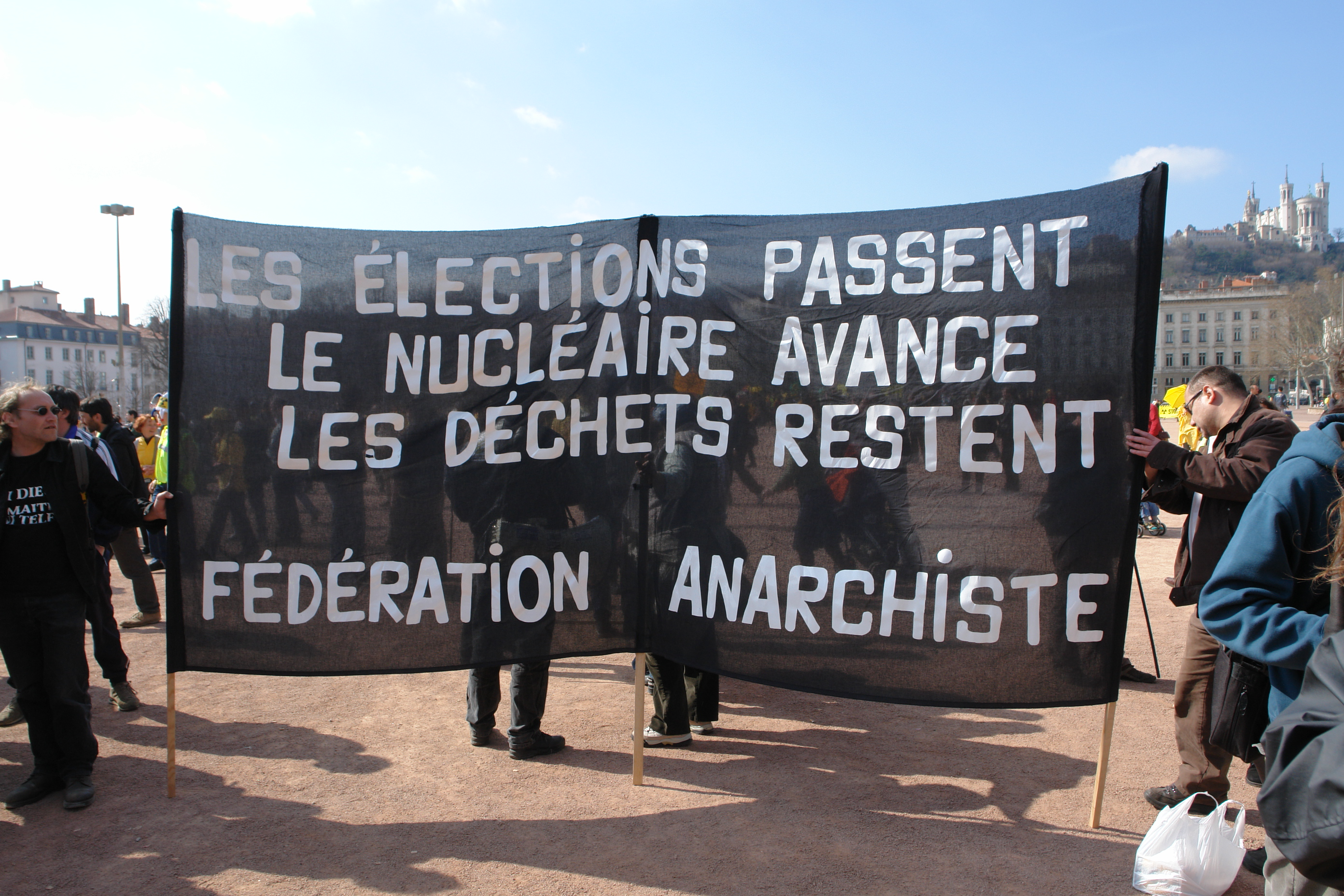
Banderole de la Fédération anarchiste lors d'une manifestation à Lyon contre l'EPR (17 mars 2007).

Dans l'anarchisme français, se distinguent les communistes libertaires, les synthésistes de la Fédération anarchiste (FA), les socialistes autogestionnaires comme le groupe À contre-courant (organisé autour du bulletin du même nom et proche du marxisme libertaire), ainsi que les anarcho-syndicalistes comme la Confédération nationale du travail (CNT-F), la Confédération nationale du travail - Association internationale des travailleurs (CNT-AIT) et la Confédération nationale des travailleurs-Solidarité ouvrière (CNT-SO).
Les communistes libertaires présentent notamment les groupes suivants :
- l'Union communiste libertaire (UCL), fusion d'Alternative libertaire (AL) et de la Coordination des groupes anarchistes (CGA) ;
- la Plateforme communiste libertaire (scission de l'UCL) ;
- l'Organisation communiste libertaire (OCL) ;
- l'Offensive libertaire et sociale (OLS), actif entre 2003 et 2014.

### Maoïsme
Le courant maoïste est apparu en France dans les années 1960. Complexe en raison de son usage fait de la révolution culturelle de Mao, on peut le distinguer en deux groupes principaux :
- d'un côté le courant défini comme mao-spontex[37], dont la Gauche prolétarienne (GP) de Benny Lévy, issue de l'Union des jeunesses communistes marxistes-léninistes (elle-même issue d'une scission de l'Union des étudiants communistes, l'organisation de jeunesse du Parti communiste français) qui était influencée par le philosophe Louis Althusser. La GP était à la fois très autoritaire (la direction étant très hiérarchisée autour du groupe de Normale Sup) et décentralisée et anti-autoritaire : la référence à la Chine de Mao était essentiellement une référence à l'anti-autoritarisme[38], tout en revendiquant un virage révolutionnaire, critiquant le tournant du PCF vers un parti de gouvernement (programme de l'Union de la gauche) : d'où la revendication du stalinisme[38]. Paradoxal par cette liaison entre l'autoritarisme et des conceptions plus libertaires, ce mouvement donna notamment lieu à la création du journal Libération[38]. Une tendance similaire se trouve dans le mouvement Vive la révolution (VLR) de Roland Castro et de Tiennot Grumbach, qui réunit d'ex-membres de l'UJC (ml) et du Mouvement du 22 mars de Nanterre, actif pendant mai 68. Davantage libertaire que la GP, VLR s'orienta vers le féminisme, etc.[38].
- de l'autre, le Parti communiste marxiste-léniniste de France (PCMLF), qui était l'organe officiel, en France, du Parti communiste chinois (PCC), et qui se caractérisait par une position nettement plus orthodoxe, voire dogmatique, critiquant sévèrement la déstalinisation de l'URSS. Ce mouvement finit par apporter son soutien au Parti du Travail d'Albanie. Il fut interdit en 1968[réf. nécessaire] et poursuivit ses actions dans la clandestinité, des scissions apparurent assez vite, la plus grave étant due à la rupture sino-albanaise, qui entraîna une division entre « pro-chinois » et « pro-albanais ». Parmi les « pro-chinois » des différences apparurent, fondées sur les différentes appréciations de la révolution culturelle.

Ce second courant a très fortement décliné au cours des années 1975-1985. Aujourd'hui l'influence politique des maoïstes, qui se réclament du marxisme-léninisme-maoïsme pensé par le président Gonzalo, est faible mais se relance depuis les années 2010.

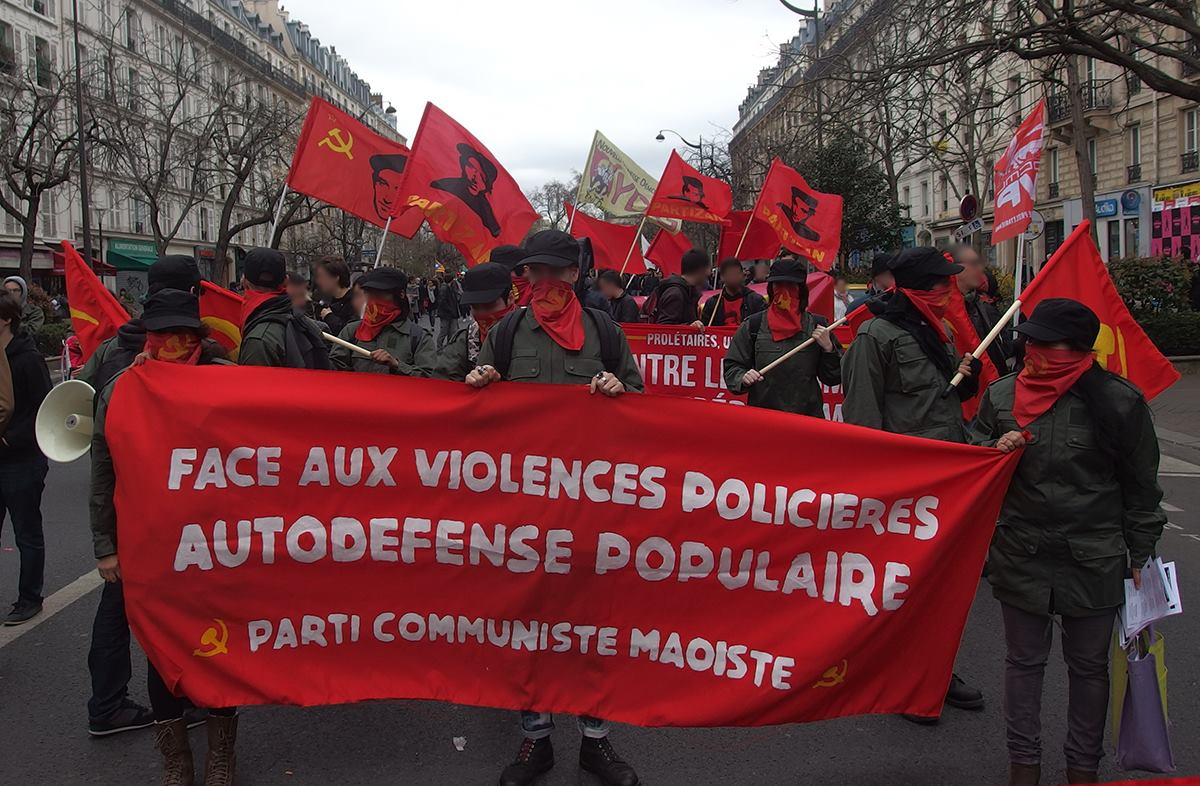
Le Parti communiste maoïste (PCm) la marche pour la justice et la dignité, à Paris en 2017.

- Organisation communiste marxiste-léniniste — Voie prolétarienne (VP) : elle demeure aujourd'hui une petite organisation maoïste, issue en 1976 de Voix prolétarienne.
- Éditions Prolétariennes : ces éditions se réclament de la république populaire de Chine, y compris après la mort de Mao Zedong et jusqu'au XXIe siècle. Elles se consacrent principalement à l'archivage des documents du « marxisme-léninisme », et en particulier des journaux.
- Union des communistes de France - marxiste-léniniste (UCFML) : ce groupe dirigé par le philosophe Alain Badiou est devenu l'Organisation politique puis a pris le nom de "Rassemblement".
- Parti communiste français (marxiste-léniniste-maoïste) (PCF(mlm))
- Organisation communiste - Front rouge (OC-FR)
- Parti communiste maoïste (PCm) : Ce parti est né en 2015 du regroupement du Bloc rouge (Parti communiste maoïste de France) avec d'autres militants marxistes-léninistes-maoïstes. Il est représenté par les Jeunes révolutionnaires (JR), La Cause du peuple et la Ligue de la jeunesse révolutionnaire (LJR). Il est membre fondateur de la Ligue communiste internationale avec le Parti communiste du Pérou.
- Ligue de la jeunesse révolutionnaire (LJR), scission des JR de 2021, organe Nouvelle Époque.
- Union prolétarienne marxiste-léniniste (UPML) et Unité communiste (UC), toutes deux issues de VP en 2016 et membres de l'ICOR.

### Hoxhaïsme
En France, l'hoxhaïsme est représenté par le Parti communiste des ouvriers de France (PCOF), scission du PCF. Section française de la Conférence internationale des partis et organisations marxistes-léninistes ou ICMLPO (en anglais, International Conference of Marxist-Leninist Parties and Organizations), cette organisation internationale regroupe les partis politiques du courant dit pro-albanais, calqué sur les décisions du Parti du travail d'Albanie, aujourd'hui Parti communiste d'Albanie. Le PCOF a été membre du Front de gauche.

### Marxisme-léninisme
Le marxisme-léninisme français est notamment représenté par le Pôle de renaissance communiste en France ou PRCF (fondé en 2004 d'une scission du PCF) avec son organisation de jeunesse, Jeunes pour la Renaissance Communiste en France (JRCF), le Parti Communiste Révolutionnaire de France ou PCRF (fondé en 2016), ainsi que Reconstruction Communiste (RC), groupe notamment présent dans le Syndicat Etudiant Lycéen et Apprentis (SELA) dont certaines sections locales sont reliées à des syndicats CGT locaux. Le 3 novembre 2024, deux organisations, Rassemblement Communiste (RC) et l'Association Nationale des Communistes (ANC) ont fusionné pour fondée l'Union pour la Reconstruction Communiste (URC), cette organisation se réclamant entre autres du Marxisme-Léninisme.

### Autonomie
Issus de l'opéraïsme, les autonomes se distinguent depuis les années 1970 par le refus du travail ainsi que par des pratiques illégalistes : squats, ZAD, actions émeutières. Dans les années 1970, le mouvement est notamment porté par Yann Moulier-Boutang, qui édite aujourd'hui la revue Multitudes, proche des idées du philosophe italien Toni Negri. Depuis les années 2000, les actions émeutières des autonomes se sont perfectionnées sous la forme des Black Block. Le mouvement autonome regroupe plusieurs tendances : les communisateurs, les tiqquniens, les anti-industriels, les négristes, les anarchistes et les féministes. Les autonomes défendent l'idée d'un communisme immédiat, sans État et sans phase de transition socialiste. Pour certains, le communisme passe par la lutte de classe : par le revenu garanti pour les négristes, ou par l'abolition des rapports marchands pour les communisateurs. À l'opposé, les tiqquniens considèrent que les classes sociales n'existent plus et s'inspirent de la pensée de Michel Foucault pour concevoir la révolution comme une lutte opposant le biopouvoir et la vie elle-même. On retrouve cette idée de lutte pour la vie dans le slogan zadiste "Nous ne défendons pas la nature, nous sommes la nature qui se défend". À travers les luttes anticarcérales, les autonomes mettent notamment en avant la figure du délinquant et du prisonnier comme modèles révolutionnaires. Les autonomes sont également très présents dans les luttes de sans-papiers (réseau No Border), ainsi que dans le mouvement des chômeurs et des précaires (CIP-IDF).

### Antifascisme
Le mouvement « antifa » (abréviation de « antifasciste ») se développe en France à partir des années 1980, en réaction à la montée du Front national. Il est intimement lié au mouvement des redskins (skinheads communistes). Le réseau No Pasaran fédère à partir de 1992 les différents groupes du SCALP (Section carrément anti-Le Pen). Apparu en 1984, le SCALP rassemble des libertaires, des marxistes et des réformistes. Ce mouvement est à la mode à la fin des années 1980.
Dans les années 2010, le mouvement antifa est principalement représenté par l'Action antifasciste Paris-Banlieue. En juin 2013, l'affaire Clément Méric place le groupe sur le devant de la scène. Avec une trentaine de membres plutôt jeunes, qui se définissent comme des « antifas radicaux », il s'organise en structure horizontale et par un système de parrainage. Sur son site internet, le groupe pose les bases de son fonctionnement : des groupes « autonomes », cooptés de l'intérieur, cherchant à lutter contre la « culture fasciste ».

### Ultra-gauche
Cette catégorie regroupe des courants dit « communistes de gauche » : conseillistes, luxemburgistes, situationnistes ou communisateurs. Ces courants n'ont rien à voir avec l'utilisation erronée que de nombreux médias font du terme « ultra-gauche ». L'ultra-gauche rassemble des courants marxistes antiléninistes qui considèrent que le prolétariat doit s'organiser en dehors des partis et des syndicats. Pour l'ultra-gauche, l'antifascisme et les luttes de libération nationales sont des luttes bourgeoises qu'il faut rejeter. L'ultra-gauche rejette également les formes de lutte armée minoritaire telles qu'elles ont été pratiquées en France par Action directe. L'ultra-gauche ne participe pas aux actions émeutières des autonomes et s'intéresse essentiellement aux luttes se déroulant dans le monde du travail, c'est-à-dire principalement aux mouvements de grève.

#### Luxemburgisme
Ce courant se réclamant de Rosa Luxemburg est représenté par le groupe Démocratie Communiste.

#### Conseillisme
Les conseillistes se réfèrent à la démocratie directe des conseils ouvriers.
En France, le conseillisme compte notamment les groupes suivants : Mouvement Communiste, Union Pour le Communisme, ainsi que Échanges et mouvement, un réseau publiant le bulletin Dans le monde une classe en lutte.

#### Communisation
Les communisateurs prétendent dépasser les conseils ouvriers pour réaliser immédiatement le communisme, sans phase de transition socialiste. La « communisation » est ainsi théorisée comme un communisme sans État qui abolirait l'argent et les rapports marchands pour instaurer une économie fondée sur la gratuité généralisée.
En France, les communisateurs sont notamment représentées par :
- Théorie Communiste, une revue publiée depuis 1977 par Roland Simon (éditions Senonevero) ;
- l'Association Documentation-Édition-Liaison (ADEL, 1997) ;
- le groupe Trop Loin, animé par Gilles Dauvé et Karl Nesic ;
- les Collectif Agitations-autonome et Artifices produisant chacun des analyses des mouvements sociaux par l'angle communisateur.

#### Situationnisme
Le situationnisme est un courant conseilliste qui défend une conception hédoniste et libertaire de l'autogestion et entend supprimer la séparation entre travail et loisirs. Pour les situationnistes, l'autogestion passe par une révolution culturelle s'inscrivant dans la vie quotidienne. Cette révolution doit être à la fois politique, économique, sociale et sexuelle.[réf. nécessaire]

Le Parti pour la Décroissance est fondé en 2006.

La production des biens et des services doit être débarrassée de toute contrainte et envisagée comme une activité ludique et artistique. Fondée par Guy Debord en 1957, l'Internationale Situationniste s'autodissout en 1972.[réf. nécessaire]

### Décroissance
Dans l'extrême gauche française, les mouvements pour la décroissance sont issus de l'écologie radicale et d'une critique du productivisme capitaliste et du productivisme d’État, qui entraînent une destruction déraisonnable des ressources non renouvelables en matières premières (minerais, énergie, etc.) et amènent l'humanité à « vivre à crédit » (cf Jour du dépassement).
Ces mouvements sont notamment représentés par le Parti pour la décroissance (PPLD) et le Mouvement des objecteurs de croissance (MOC).

### Bordiguisme
Se réclamant d'Amadeo Bordiga, le bordiguisme est un courant léniniste qui considère que Staline a transformé l'URSS en une forme de capitalisme d'État. À la différence des trotskystes qui critiquent le caractère bureaucratique du régime soviétique, les bordiguistes développent une critique essentiellement économique de l'URSS. Ils considèrent pour cette raison les organisations trotskystes comme des partis bourgeois.[réf. nécessaire] Le bordiguisme se distingue également par son refus de l'antifascisme : pour les bordiguistes, l'antifascisme est une lutte bourgeoise.
En France, ce courant est notamment représenté par le Parti communiste international, Tendance communiste internationaliste ou TCI (ex-BIPR), ainsi que le Courant communiste international, organisation reprenant les thèses bordiguistes tout en refusant à la fois le syndicalisme et les luttes de libération nationale.[réf. nécessaire]

### Communisme-ouvrier
Le communisme-ouvrier est représenté par le groupe Initiative Communiste Ouvrière, qui s'inspire des positions du Parti communiste-ouvrier d'Iran (PCOI). Le PCOI ne se reconnaît ni dans le régime soviétique ni dans le maoïsme, et entend concilier démocratie directe et socialisme. En 2019, le groupe Initiative Communiste Ouvrière paraît disparu.

## Presse
Parmi la presse d'extrême gauche française, on peut citer notamment Carré rouge (qui ne paraît plus), Contretemps, Révolution Permanente, Convergences révolutionnaires, Lutte ouvrière, Révolutionnaires, L'Anticapitaliste, Informations ouvrières, La Tribune des travailleurs, Le Bolchévik, Critique sociale, Divergences, Inprecor, Alternative libertaire, Le Monde libertaire, Courant alternatif, La Question sociale (qui ne paraît plus), Réfractions, La Révolution prolétarienne, La Cause du peuple, Nouvelle Époque, La Forge et Révolution internationale et Rouge (1968-2009).
L'Humanité est considéré par certains observateurs comme orienté politiquement à l'extrême gauche.
À partir de 1973, c'est principalement Libération qui devient le quotidien de cette mouvance pendant environ 5 ans, avant une mutation éditoriale dans le courant de l'année 1978. Depuis les années 2020, le quotidien se présente cependant comme « le journal de toutes les gauches ».

## Théoriciens
Parmi les théoriciens de l'extrême-gauche en France, on peut citer : Yvon Bourdet, Cornelius Castoriadis, Yvan Craipeau, Guy Debord, Théodore Dézamy, Boris Fraenkel, Daniel Guérin, Paul Lafargue, Michael Löwy, Mezioud Ouldamer, Maximilien Rubel.